# بهره‌کشی
بَهره‌کِشی یا اِستِثْمار (به انگلیسی: Exploitation of labour) به معنای استفاده از ثمرهٔ کار دیگری است. بهره‌کشی در نظام‌های اجتماعی-سیاسی مختلف، اشکال مختلفی به خود می‌گیرد. چنان‌که در دوران فئودالیسم، استثمار عبارت بوده‌است از برداشت ثمرهٔ کار کشاورزان بر زمین توسط اربابان؛ و در نظام سرمایه‌داری بهره‌کشی به شکل برداشت «ثروت تولید شده بدست کارگران» توسط سرمایه داران یا همان صاحبان ابزار تولید است.
کارل مارکس اولین و اثرگذارترین نظریه‌پرداز استثمار محسوب می‌شود. مارکس استثمار نیروی کار (کارگران) را از نظر اخلاقی غیرعادلانه به رسمیت شناخت، اما تأکید بیشتر را معطوف به بی‌عدالتی اقتصادی کرد، بی‌عدالتی ریاضیاتی پرداخت نسبت به ارزش تولید شده را پررنگ کرد. اقتصاددانان در تحلیل استثمار در خصوص توضیح مارکس و آدام اسمیت دربارهٔ استثمار نیروی دودسته اند. اسمیت استثمار را همچون مارکس نه پدیده‌ای سیستمی و ذاتی در برخی نظام‌های اقتصادی بلکه به عنوان یک بی عدالتی اخلاقی اختیاری می‌دید.